# Depósitos del Sol
Los Depósitos del Sol son dos antiguos depósitos de agua del primer cuarto del siglo XX situados en la ciudad española de Albacete. Proyectados por los arquitectos Julio Carrilero y Manuel Muñoz en estilo modernista y construidos por el ingeniero Eduardo Gallego Ramos, constituyen uno de los elementos destacados del patrimonio del agua en España. Desde 2001 albergan la Biblioteca Municipal de los Depósitos del Sol, sede central de la Red Pública de Bibliotecas Municipales de Albacete.

## Historia
En 1905 el rey Alfonso XIII inauguró el servicio de abastecimiento de agua de la capital. A finales de la década de 1910 la necesidad de aumentar el abastecimiento de agua potable de la ciudad llevó al Ayuntamiento de Albacete a aprobar la construcción de unos depósitos de agua que sirvieran para aumentar la capacidad del depósito del Pozo de la Nieve ubicado en el Alto de la Villa.
Tras un proyecto fallido del arquitecto Daniel Rubio de 1919, se proyectó un depósito circular de hormigón armado con una capacidad de 2000 metros cúbicos, dividido en dos compartimentos. El lugar elegido para su construcción fue una de las zonas más altas de la capital, los Ejidos del Sol.
Proyectados por los arquitectos Julio Carrilero y Manuel Muñoz y construidos por el ingeniero 
Eduardo Gallego Ramos, comenzaron a edificarse en 1921 y fueron recepcionados en 1922. Los depósitos, que contaron con un presupuesto de 124 875 pesetas, fueron comunicados mediante un sifón con el depósito del Pozo de la Nieve y sirvieron para garantizar el abastecimiento de agua potable a la ciudad. 
Tras servir a la capital durante muchos años, las instalaciones cayeron en desuso. En 1994 el Ayuntamiento de Albacete proyectó la recuperación de los Depósitos del Sol como espacio cultural, concretamente como biblioteca municipal. La biblioteca, sede central de la Red Pública de Bibliotecas Municipales de Albacete, vio la luz en 2001.

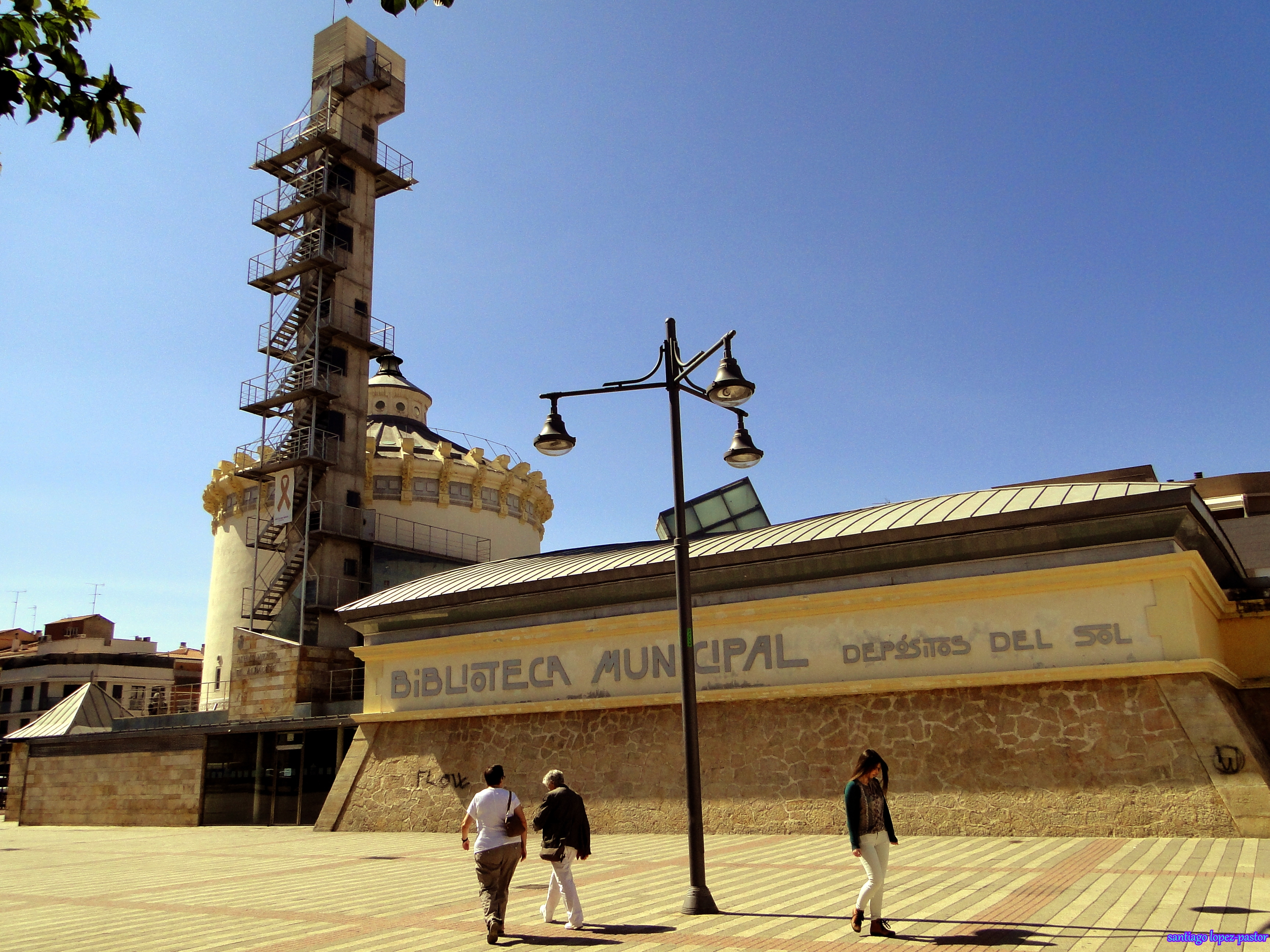
Vista panorámica de los Depósitos del Sol en la explanada de la plaza homónima

## Características

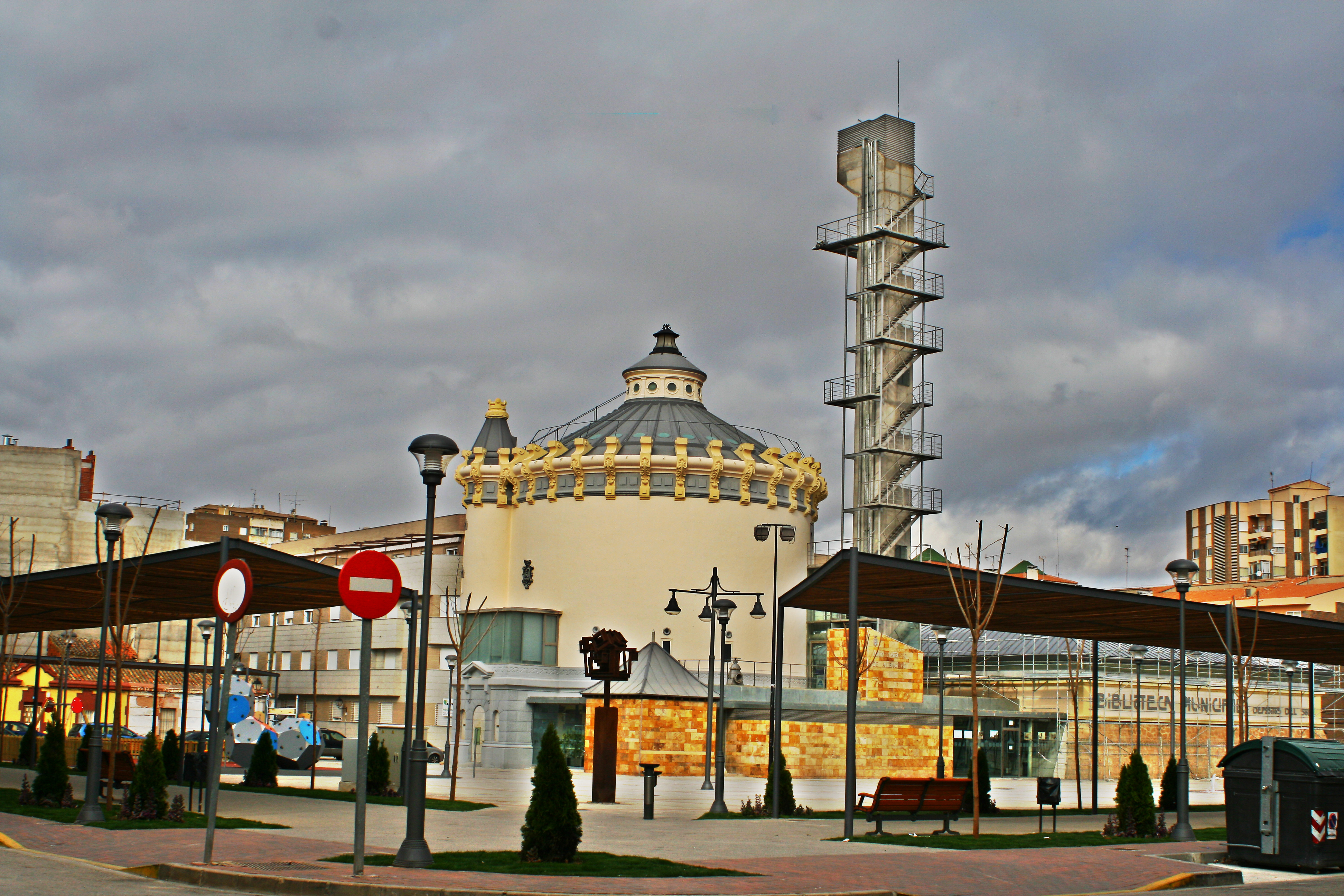
Vista de los depósitos en la plaza

La rehabilitación de los Depósitos del Sol para su nuevo uso fue obra del arquitecto Francisco Jurado Jiménez. Los depósitos poseen una torre de 34 metros de altura que alberga un mirador.
La Biblioteca Municipal de los Depósitos del Sol cuenta con una sala de estudio con 216 puestos, mediateca, fonoteca, videoteca, biblioteca y centro de documentación con más de 15 000 libros.